# Монастырь Хоф
Монастырь Хоф (нем. Kloster Hof) — бывший мужской францисканский и женский клариссинкский монастыри, располагавшиеся непосредственно рядом друг с другом на территории баварской коммуны Хоф-ан-дер-Заале (Верхняя Франкония); обитель была основана в конце XIII века и распущена в годы Реформации; сегодня часть комплекса монастырских зданий используется гимназией «Jean-Paul-Gymnasium» и благотворительной организацией «Diakonisches Werk».

## История и описание

### Мужская обитель
Документ об основании францисканского монастыря Хофер не сохранился; первое упоминание обители обнаружено в документе архиепископа Магдебурга Эриха от 13 мая 1292 года — документ позволял монастырю продавать индульгенции для финансирования своей деятельности; аналогичные письма упоминали монастырь и в последующие годы. 11 июня 1292 года к основному корпусу был пристроен отдельный монастырский храм: он был значительно перестроен и расширен между 1351 и 1376 годами, получив высокий готический хор и орган. Таким образом храм в Хофе стал одной из первых церквей во Франконии, в которой был установлен орган. 7 сентября 1376 года церковь была повторно освящена в честь Пресвятой Девы Марии и Святого Креста.
В первые годы существования обители монахи-францисканцы столкнулись с открытой враждебностью со стороны местного духовенства, которое опасалось конкуренции за финансовые ресурсы местного населения: так местные священники отказывали в последнем причастии людям, который хотели быть похороненными в монастырских стенах. 16 июня 1322 года монахи получили от Святого Престола разрешение на пастырскую деятельность, а один из местных священников был отстранен от должности.
25 января 1430 года монастырь был сожжен в ходе Гуситских войн, однако сами монахи вовремя покинули обитель, захватив с собой — в монастырь Эгер — наиболее значимые ценности. Они вернулись к октябрю 1432 года, начав собирать пожертвования на реконструкцию монастыря — пожертвования приходили даже из Саксонии и Богемии. Монахи также вели и педагогическую деятельность, делясь своими знаниями в области гуманитарных наук и основ богословия: при секуляризации монастырская библиотека насчитывала 466 томов и включала в себя гербарий.
Реформация довольно быстро привела к упадку монастыря: после того, как Каспар Ленер, первым объявивший о новой религиозной доктрине в Хофе, начал в 1525 году вести еженедельные проповеди в монастырской церкви, многие францисканцы покинули орден и стали протестантскими проповедниками. Возможно, уже в 1529 году — но точно не позднее 1542 года — монастырь был окончательно распущен. 26 февраля 1543 года марграф Альбрехт фон Бранденбург подарил здания бывшего монастыря местному городскому совету для создания школы; сегодня часть комплекса монастырских зданий используется гимназией «Jean-Paul-Gymnasium», являющейся прямой наследницей той школы.
Здание бывшей монастырской церкви стало использоваться как протестантский храм. После серии внутренних преобразований, в 1545 году состоялось её новое освящение как Тринитатискирхе (Троицкая церковь). Позднее храм несколько раз был поврежден в ходе боевых действий, являвшихся часть религиозных войн XVI—XVII веков; он был отремонтирован в период с 1755 по 1757 год.